# Los Diarios de Barbie
Los Diarios de Barbie es una película dramática para adolescentes y animada por computadora de 2006 dirigida por Eric Fogel y escrita por Elise Allen y Laura McCreary que se estrenó en Nickelodeon el 30 de abril y en DVD el 9 de mayo.
La octava entrada de la serie de películas de Barbie, presenta a Kelly Sheridan como la voz de Barbie y a Skye Sweetnam como su voz cantante. La única película de Barbie producida por Curious Pictures y, por lo tanto, la única película de la primera década de la franquicia cinematográfica de Barbie que no fue producida por Mainframe Entertainment (actualmente Mainframe Studios). Esta es también la última película de Barbie distribuida originalmente por Lionsgate en Estados Unidos y Canadá, ya que Universal Studios (ahora Universal Pictures), estrenó las películas en el extranjero con el distribuidor internacional Entertainment Rights y se hizo cargo de los derechos de distribución de vídeo de la siguiente película, Barbie en las 12 princesas bailarinas.

## Sinopsis
En esta película, Barbie es retratada como una típica adolescente estadounidense de segundo año de secundaria que se enfrenta a los problemas que suelen afrontar los adolescentes de la vida real: hacer nuevos amigos, tener citas, cotillear e involucrarse en actividades escolares. Siempre es derrotada en todo por Raquelle, una chica snob que solía ser su mejor amiga en quinto grado. El primer día de clases, intenta convertirse en presentadora del canal de televisión de la escuela, pero Raquelle se le adelanta. En cambio, se convierte en la asistente personal de Raquelle, le compra bebidas y hace su trabajo. 
Cuando Raquelle deja a su novio Todd, de quien Barbie está enamorada, él y Barbie comienzan a salir juntos y pronto se convierten en pareja. Todd invita a Barbie al baile de otoño. Emocionada, Barbie, así como sus mejores amigas Tia y Courtney, se apresuran a comprar un vestido cuando descubren que Raquelle y Todd están juntos nuevamente. La misteriosa mujer del mostrador, que se llama Stephanie, les da consejos y les ofrece unas pulseras con dijes gratis. Resulta que el dije que le entrega a Barbie viene con un diario en el que escribe sus esperanzas.
Poco después, lo que escribió comienza a hacerse realidad misteriosamente. Alguien deja sus notas de amor y su banda, Charmz, consigue un concierto en el baile de la escuela al que Barbie fue invitada previamente. A continuación, Barbie decide hacer un artículo sobre los niños populares y "Qué los hace populares". Pronto comienza a descuidar a sus amigos y sus quehaceres. Incluso se salta la elección de presidenta de la clase de Tia para pasar el rato con Reagan y Dawn, las amigas de Raquelle. Empieza a faltar a los ensayos de la banda y pasa horas hablando con ellos por teléfono y saliendo con ellos. Barbie se da cuenta de que sus esperanzas escritas en el diario se hicieron realidad y corre al centro comercial para preguntarle a Stephanie al respecto. Para su sorpresa, se revela que la mujer nunca trabajó allí y aparentemente no existe.
Tia y Courtney descubren que es Kevin quien le ha estado dejando las notas de amor a Barbie, no Todd. Lo presionan para que se lo cuente, pero él se niega. Dawn y Reagan descubren que Barbie solo se hizo amiga de ellos por su historia y dejan de salir con ella. Le dicen a Raquelle. Pronto, Raquelle roba la pulsera mágica de Barbie. Tia y Courtney ven imágenes de la historia y descubren que Barbie les ha contado un secreto sobre Tia. La confrontan y le hacen saber que ya no quieren ser amigos de ella. La noche de la historia, Barbie se disculpa con sus amigos y, en su lugar, elige mostrar los clips de la película de Kevin que muestran una cadena de clips atacando su libro electrónico. Por vergüenza, Barbie se niega a ir al baile. La noche del baile, llegan sus amigas y le dicen que tiene que actuar con ellas, entregándole el vestido que le dejaron en espera en el centro comercial.
Todavía preocupado porque no tiene brazalete, Kevin toma una de las cuerdas de su guitarra y se la coloca alrededor de la muñeca. Barbie señala que es una "estúpida pieza de metal doblada" hasta que se da cuenta de que eso era su pulsera. Las chicas rockean el concierto y Courtney finalmente puede hacer una maniobra con la baqueta que antes no podía hacer. Mientras baila con Todd, ella le pregunta sobre las notas en su casillero, pero él niega conocerlas. Confundida, Barbie piensa en otras personas que estaban en los lugares que decían las notas. Al darse cuenta de que siempre fue Kevin, Barbie se va en medio del baile y se acerca a Kevin. Kevin le devuelve el brazalete con dijes que encontró en el suelo. Se disculpa por no haberse dado cuenta, pero señala que la extraña rima en las notas fue un indicio. Los dos bailan juntos y se convierten en pareja. Al final, Barbie y Kevin ven una película mientras comen ziti como preguntó Kevin.

## Elenco
- Kelly Sheridan como Barbie Roberts
- Skye Sweetnam como Barbie Roberts (voz cantante)
- Sarah Edmondson como Courtney, una niña japonesa-estadounidense y una de las amigas de Barbie.
- Venus Terzo como Tia, una niña afroamericana y una de las amigas de Barbie.
- Matt Hill como Kevin, un nerd y novio de Barbie.
- Chiara Zanni como Raquelle, una chica mala y rival de Barbie.
- Maryke Hendrikse como Reagan, la compañera de Raquelle.
- Anna Cummer como Dawn, una chica asiática y compañera de Raquelle.
- Andrew Francis como Todd, un chico popular, el amor platónico de Barbie y exnovio de Raquelle.
- Heather Doerksen como Stephanie

## Banda sonora
El álbum de la banda sonora del mismo nombre de la película se lanzó en la misma fecha que la propia película. Contiene 5 canciones y excluye el tema principal de la película, "This Is Me". Las canciones "Girl Most Likely To" y "Real Life" fueron cantadas por diferentes artistas para el álbum en lugar de Skye Sweetnam, cuyas versiones aparecieron en la película.

### Lista de canciones
| N.º | Título                                                | Escritores                                 | Duración |  |
| 1.  | «Invisible» (Interpretada por Kesha)                  | Martin Briley y Chris Pelcer               | 3:16     |  |
| 2.  | «Girl Most Likely To» (Interpretada por Dana Calitri) | Nina Ossof, Kathy Sommer y Dana Calitri    | 3:53     |  |
| 3.  | «Feels Like Love» (Interpretada por Tabitha Fair)     | Martin Briley, Russ DeSalvo y Dana Calitri | 3:57     |  |
| 4.  | «Real Life» (Interpretada por Lucy Woodward)          | Martin Briley, Russ DeSalvo y Dana Calitri | 3:31     |  |
| 5.  | «Fate Finds a Way» (Interpretada por Elyana)          | Michael Sakolir                            | 3:27     |  |

### This is me
"This Is Me" es una canción pop punk y es la canción de apertura de la película cantada por Skye Sweetnam, escrita por Dorian Cheah, Amy Powers y Michèle Vice-Maslin y distribuida por Capitol Records.Reproducida durante los créditos iniciales de la película, el vídeo musical que la acompaña se incluyó como característica adicional en el lanzamiento del DVD de la película. Este video presenta las escenas de los créditos iniciales que muestran a Barbie, Tia y Courtney tocando sus instrumentos y actuando entretejidas con imágenes de Skye Sweetnam durante sus sesiones de grabación de la canción y sus presentaciones en vivo en conciertos.

### Otras canciones
- "This is Me" (interpretado por Skye Sweetnam)
- "Girl Most Likely To" (versión cinematográfica) (interpretada por Skye Sweetnam)
- "Real Life" (créditos finales) (interpretada por Skye Sweetnam)
- "Note to Self" (interpretada por Skye Sweetnam)
- "Where You Belong" (interpretada por Huckapoo) (originalmente de la banda sonora de la serie original de Disney Channel That's So Raven)
- "I Don't Wanna Sleep" (interpretada por Deanna DellaCioppa)

## Promoción y Charmz
Para promover el lanzamiento de la película, Mattel se asoció con el sello discográfico australiano Shock Records para formar una banda local de cuatro integrantes bajo el nombre de Charmz a semejanza de la banda homónima de Barbie en la películaa través de un concurso de canto para niñas de 8 a 14.
Las candidatas, que abarcaron una cantidad aproximada de 500 participantes, tuvieron que enviar un video de ellas mismas cantando,luego se elegirían 4.Las cuatro elegidas fueron Gianna Dalla-Vecchia, Paris Maggs, Lauren Stowe (todas de 13 años en ese momento) y Shannon Cordes, de 14 años.
Las 4 ganadoras, ahora bajo el nombre de Charmz, fueron llevadas a un estudio de grabación en Sydney,donde fueron asesorados por el ex concursante de Australian Idol, Ricki-Lee Coulter.Su álbum homónimo fue lanzado el 28 de octubre de 2006.Contiene versiones de temas de Coulter, Robbie Williams, Bananarama,Gwen Stefani, The Mamas and the Papas y Hilary y Haylie Duff.
La interpretación de "This Is Me" de Charmz se publicó antes del álbum el 31 de julio de 2006, y alcanzó el puesto 57 en la lista de sencillos de ARIA.

### Discografía
- Charmz (28 de octubre de 2006) - Shock/Mattel[17]
- "This Is Me" (31 de julio de 2006) - Shock/Mattel (SPIKE010)